# چشمان یک فرشته
چشمان یک فرشته (به انگلیسی: Eyes of an Angel) یک فیلم درام آمریکایی محصول سال ۱۹۹۱ با بازی جان تراولتا و کارگردانی رابرت هارمون است. این فیلم در فرانسه، سوئد و در تلویزیون ایالات متحده با نام مناقصه (به انگلیسی: The Tender) منتشر شد. این فیلم در سال ۱۹۹۴ به صورت فیلم ویدئویی با عنوان چشمان یک فرشته در آمریکا منتشر شد، طبق تیتراژ ابتدایی این فیلم بر اساس داستانی واقعی ساخته شده‌است. فیلم عمدتاً در شیکاگو و فیلمبرداری مجدد در لس آنجلس انجام شد.

## داستان
جان تراولتا در این فیلم درنقش بابی آلن را بازی می‌کند، یک پدر مجرد بدشانس و الکلی که همسرش در اثر مصرف بیش از حد مواد مخدر درگذشت. او بدون شغل و بدون پول به سیسی، برادر همسر فقیدش، برای کار به عنوان پیک پول مراجعه می‌کند، در حالی که دختر ۱۰ ساله او یک سگ جنگی مجروح پیدا را می‌کند. ولی او با مخالفت‌های پدرش از سگ مراقبت می‌کند تا اینکه سیسی به بابی خیانت می‌کند و او را مسئول مرگ خواهرش می‌داند. بابی ناامید، پول سیسی را می‌دزد و با دختراش به کالیفرنیا فرار می‌کند و سگ را پشت سر می‌گذارد. سگ آنها را در سراسر کشور دنبال می‌کند تا دوباره به دختر بپیوندد، در حالی که سیسی بابی را تعقیب می‌کند تا پولش را پس بگیرد و خواهر زاده‌اش را پس بگیرد.

## انتشار فیلم
اگرچه این فیلم در سال ۱۹۹۱ در فرانسه اکران سینمایی شد، اما تا سال ۱۹۹۴ که محبوبیت جان تراولتا با انتشار فیلم داستان عامه‌پسند احیا شد، در ایالات متحده اکران نشد. و در سال ۱۹۹۴، در آمریکا مستقیماً به فرمت وی اچ اس منتشر شد. در سال ۲۰۰۲ به صورت دیسک دی‌وی‌دی منتشر شد.

## حواشی فیلم
علیرغم جذابیت ستاره‌ای جان تراولتا، بازیگری که مایکل داگلاس تهیه‌کننده اجرایی بود و موسیقی متنی از رندی ادلمن داشت، به نظر می‌رسید که چشمان یک فرشته پس از اکران چندان مورد توجه قرار نگرفت. با این حال، رابرت هارمون برای این فیلم در جشنواره فیلم دوویل (با نام مناقصه) در سال ۱۹۹۱ نامزد جایزه منتقدان شد.